# Ensamhet

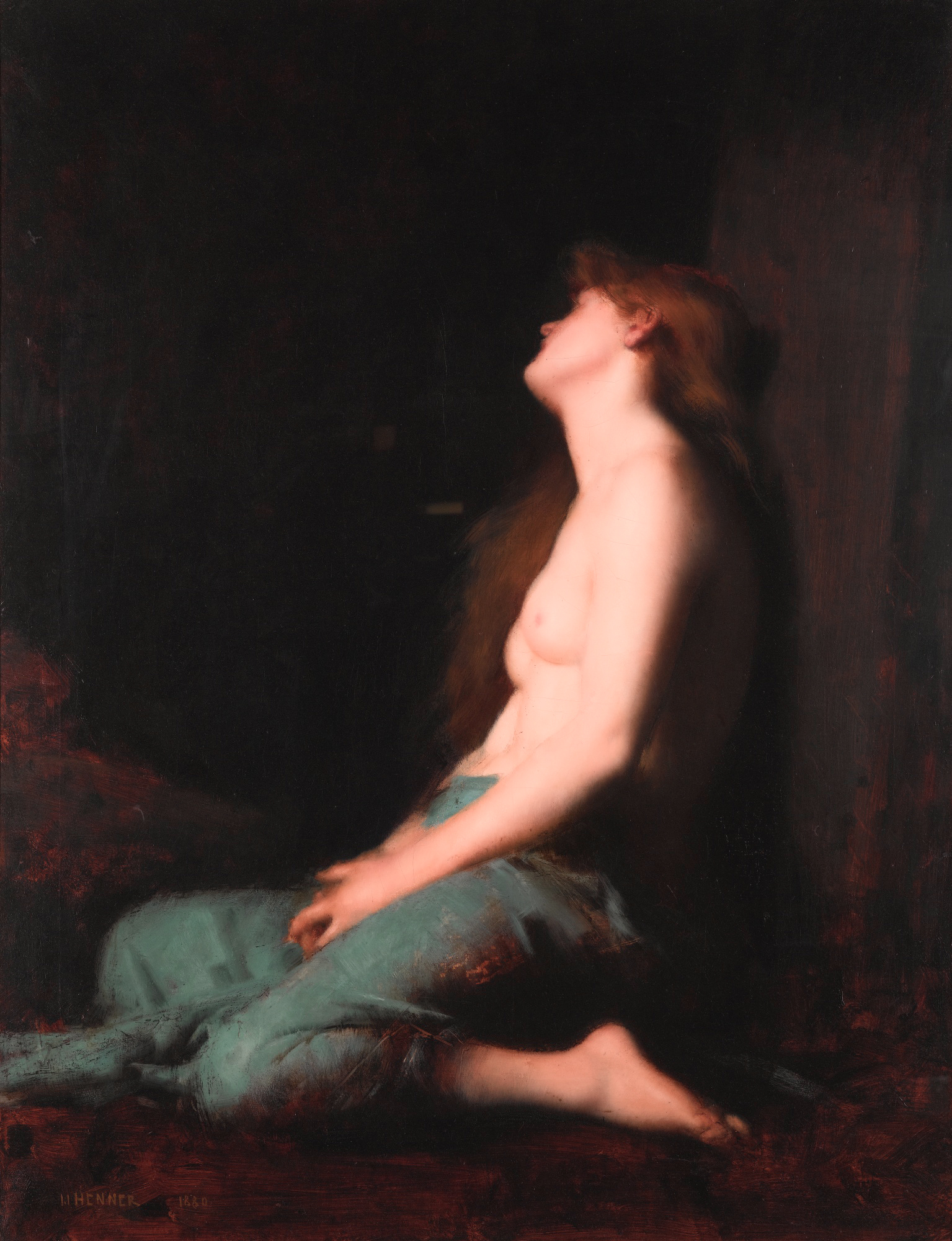
Solitude. Målning av Jean-Jacques Henner.

Ensamhet är att vara utan mänskligt sällskap eller känna sig utan stöd. Det finns frivillig och ofrivillig ensamhet.

## Ensamhetens historia
Av allt att döma har ensamheten en historia. Inom sociologin skiljer man på struktur och individ. Europeisk historia, som sägs ha sina rötter i det antika Grekland, uppvisar en betoning av individen inom västerlandet. Detta kan ifrågasättas, men ämnet börjar i så fall med Rom och Grekland. Det kan ifrågasättas om ensamhet var ett inslag i dessa kulturer, men man kan säga att vissa arv togs med in i den medeltida kulturen; paradoxalt nog inom saker såsom teknik, filosofi, logik, det skrivna ordet, men även en tendens (jämför Jeffrey Barraclough) bland europeiska män att gifta sig sent. Litteraturen är stor om västerlandets framsidor, långt färre om dess baksidor; man bör tillägga att sociologin sett som sin huvuduppgift att studera just ensamhet (se alienation). Ämnet är till sin natur gränsöverskridande och svårdefinierat; sociologer som Ferdinand Tönnies, Max Weber och Charles Cooley. Många av litteraturens stora namn berör ämnet, vilket kanske belyser sambandet med skriven text som är ett starkt inslag i modern kultur.

## Ensamhet i Sverige
Ensamhushållen blir allt fler och deras andel av alla hushåll var i slutet på 00-talet uppe i 46 procent. I Stockholm var andelen 58 procent. I och med detta toppar Sverige ”ensamhetsstatistiken” i Europa och världen.
Det finns ett antal telefonjourer man kan vända sig till; det finns även kontaktsidor på internet speciellt gjorda för folk med sociala problem, även kognitiv beteendeterapi (KBT)  kan hjälpa en så att en lättare kan ta sig ur sin ensamhet. Alternativt, om man har någon form av funktionsnedsättning, kan man få en kontaktperson tilldelad av Lagen om stöd och service till vissa funktionshindrade som hjälper en att komma ut och göra saker och träffa nya människor.
Motsatsen till ofrivillig ensamhet kan sägas vara social gemenskap. Idén om ett allaktivitetshus vann många anhängare på 1960-talet. Tanken var att erbjuda gemenskap åt människor som inte annars hade den möjligheten och att riva barriärer mellan olika sociala kategorier. För ungdomar kom bostadskollektiv att bli en populär motåtgärd. Kollektivhus är en anpassad boendeform där traditionellt boende kompletteras med gemensam matsal, tvättstuga, barnpassning i vissa fall; det förekommer flera olika lösningar. Kollektivhusboende är ofta efterfrågat på bostadsmarknaden och i bostadskön. Ett sätt att befordra gemenskap är att bygga på ett sådant sätt att detta uppmuntras. Bostadsområdet Djingis Khan på Östra Torn i Lund är ett exempel på en bebyggelse som inbjuder till grannsamverkan.

## Musik
- The Beatles – Eleanor Rigby (1966)
- Candlemass – Solitude (1986)
- Kent - Ensammast i Sverige
- Kent - Ensamheten